# François Harlay de Champvallon
Pour les articles homonymes, voir Harlay.
François Harlay de Champvallon, dit aussi François III de Harlay, né à Paris le 14 août 1625 et mort au château de Conflans, à Charenton-le-Pont, le 6 août 1695, est un prélat français.

## Biographie
Il est abbé commendataire de Jumièges en 1648. Député de Normandie à l’assemblée du clergé, il est nommé archevêque de Rouen en 1651, à l'âge de vingt-cinq ans, à cause du renoncement au siège de son oncle François II de Harlay.
En 1666, il prononce l'oraison funèbre de la reine-mère Anne d'Autriche.
En 1670, il est nommé archevêque de Paris et obtient le premier que le titre de duc et pair soit attaché à ce siège. Commandeur des ordres du roi, il préside l’assemblée du clergé en 1660. Il célèbre le mariage secret de Louis XIV et de Madame de Maintenon, dont il aurait interdit la publication, et prend part à la révocation de l’édit de Nantes.
En 1671, il est préféré à Bossuet (pour « des motifs de convenance », dit le cardinal de Bausset) pour remplacer à l’Académie française Hardouin de Péréfixe de Beaumont, son prédécesseur à l’archevêché de Paris, mais il perd la feuille des bénéfices au profit de François d'Aix de La Chaise, jésuite et confesseur du roi.
Dans l'affaire de la régale, il soutient la cause royale contre Camille de Neufville de Villeroy, primat des Gaules, qui a pris le parti de Rome. Il lutte contre les jansénistes de Port-Royal et il est l'un des inspirateurs de la politique anti-protestante de Louis XIV. Harlay de Champvallon érige les Sœurs de l'Enfant-Jésus (dites « Dames de Saint-Maur »), fondées par le bienheureux Nicolas Barré, en congrégation diocésaine.

## Témoignages de ses contemporains
- Fénelon le haïssait et explique dans un projet de lettre anonyme adressée à Louis XIV : « Vous avez un archevêque corrompu, scandaleux, incorrigible, faux, malin, artificieux, ennemi de toute vertu et qui fait gémir tous les gens de bien…[1] »
- Saint-Simon au contraire l'estime beaucoup et affirme qu'il a toujours été soutenu par l'autorité royale[2].
- Pierre-Joseph Thoulier d'Olivet : « Personne ne reçut de la nature un plus merveilleux talent pour l’éloquence. Il rassemblait non seulement tout ce qui peut contribuer au charme des oreilles, une élocution noble et coulante, une prononciation animée, je ne sais quoi d’insinuant et d’aimable dans la voix, mais encore tout ce qui peut fixer agréablement les yeux, une physionomie solaire, un grand air de majesté, un geste libre et régulier. »
- Selon Sainte-Beuve, c’était « le plus beau, le plus avenant et le plus habile des prélats du royaume ».
- Parce qu'il est épileptique, il meurt brusquement sans les sacrements. C'est pourquoi madame de Coulanges écrit à madame de Sévigné : « Il s'agit maintenant de trouver quelqu'un qui se charge de l'oraison funèbre du mort ; on prétend qu'il n'y a que deux petites bagatelles qui rendent cet ouvrage difficile, c'est la vie et la mort. »[3]
- Voltaire considère qu’il est « si connu par ses intrigues galantes » et qu’il aurait refusé la sépulture à Molière[4].

## Succession apostolique
François Harlay de Champvallon a ordonné les évêques suivants :
- Évêque Bernard Coignet de Marmiesse (1656)
- Évêque Louis Fouquet (1659)
- Évêque Ignace Cotolendi, M.E.P. (1660)
- Évêque François de Clermont-Tonnerre (1661)
- Évêque François de Nesmond (1662)
- Évêque Charles-François de Loménie de Brienne (1668)
- Évêque Gabriel-Philippe de Froullay de Tessé (1669)
- Évêque Sébastien de Guémadeuc (1671)
- Archevêque Michel Amelot de Gournay (1671)
- Évêque Cosme Roger, O.Cist. (1672)
- Évêque Paul-Philippe de Chaumont Quitry (1672)
- Évêque Jules Mascaron, C.O.I. (1672)
- Évêque Jean de Forcoal (1672)
- Évêque Jean-Louis de Fromentières (1673)
- Évêque Antoine-Benoît de Clermont-Tonnerre (1676)
- Archevêque Hardouin Fortin de la Hoguette (1676)
- Évêque Henri-Félix de Tassy (1676)
- Évêque Louis de Lascaris d'Urfé (1677)
- Évêque Jacques de Fieux (1677)
- Évêque Nicolas Ladvocat-Billiard (1677)
- Évêque Guillaume de Meschatin (1677)
- Archevêque Armand-Anne-Tristan de La Baume de Suze (1677)
- Évêque Jean-Jacques d'Obeilh (1677)
- Évêque Guillaume de La Brunetière du Plessis-Gesté (1677)
- Évêque François-Placide de Baudry de Piancourt, O.S.B. (1678)
- Archevêque Charles Le Goux de la Berchère (1678)
- Évêque Michel Poncet de la Rivière (1678)
- Évêque François Le Tellier (1678)
- Évêque André Colbert (1678)
- Évêque Pierre du Laurens, O.S.B. (1679)
- Cardinal Louis-Antoine de Noailles (1679)
- Évêque François-Ignace de Baglion du Saillant, C.O. (1679)
- Évêque Gabriel de Saint-Estève (1680)
- Évêque Humbert Ancelin (1681)
- Évêque Henri-Guillaume Le Jay (1681)
- Évêque Hippolyte de Béthune (1681)
- Évêque Louis-Marcel de Coëtlogon-Méjusseaume (1681)
- Évêque Pierre-Daniel Huet (1692)
- Évêque Paul Godet des Marais (1692)
- Archevêque Mathieu Ysoré d'Hervault (1694)

## Armoiries
Parti de trois traits et coupé d'un : au 1, d'or, à une fasce échiquetée d'argent et de gueules de trois tires (de La Marck) ; au 2, d'azur, à un écusson d'argent bordé d'or, acc. de huit croisettes d'or en orle, 3, 2 et 3 (de Brézé) ; au 3, d'argent, à trois fasces de gueules (de Croÿ) ; au 4, d'azur, à trois fleurs-de-lis d'or, au bâton de gueules posé en barre (de Bourbon) ; au 5, d'azur, à un lion d'argent, le champ semé de croisettes du même (de Sarrebruck) ; au 6, palé d'or et de gueules de six pièces (d'Amboise) ; au 7, écartelé d'un fuselé en bande d'argent et d'azur (de Bavière), et de sable, à un lion d'or (Palatinat) ; au 8, d'azur, à six besants d'argent posés 3, 2 et 1; au chef d'or (de Poitiers-Valentinois). Sur le tout d'argent, à deux pals de sable (de Harlay (de)).